# Ethmophyllum
Ethmophyllum es un género de arqueociato que vivió durante el Cámbrico en lo que hoy es América del Norte.

## Descripción
Media unos 5 centímetros, tenía un canal horizontal con una abertura hacia arriba.